# Komuna e Kastratit
Komuna e Kastratit är en kommun i Albanien.   Den ligger i prefekturen Qarku i Shkodrës, i den norra delen av landet, 110 km norr om huvudstaden Tirana.
Trakten runt Komuna e Kastratit består till största delen av jordbruksmark.  Runt Komuna e Kastratit är det ganska tätbefolkat, med 96 invånare per kvadratkilometer.